# Shackleford Banks
Shackleford Banks est une île barrière située sur la côte du comté de Carteret.  

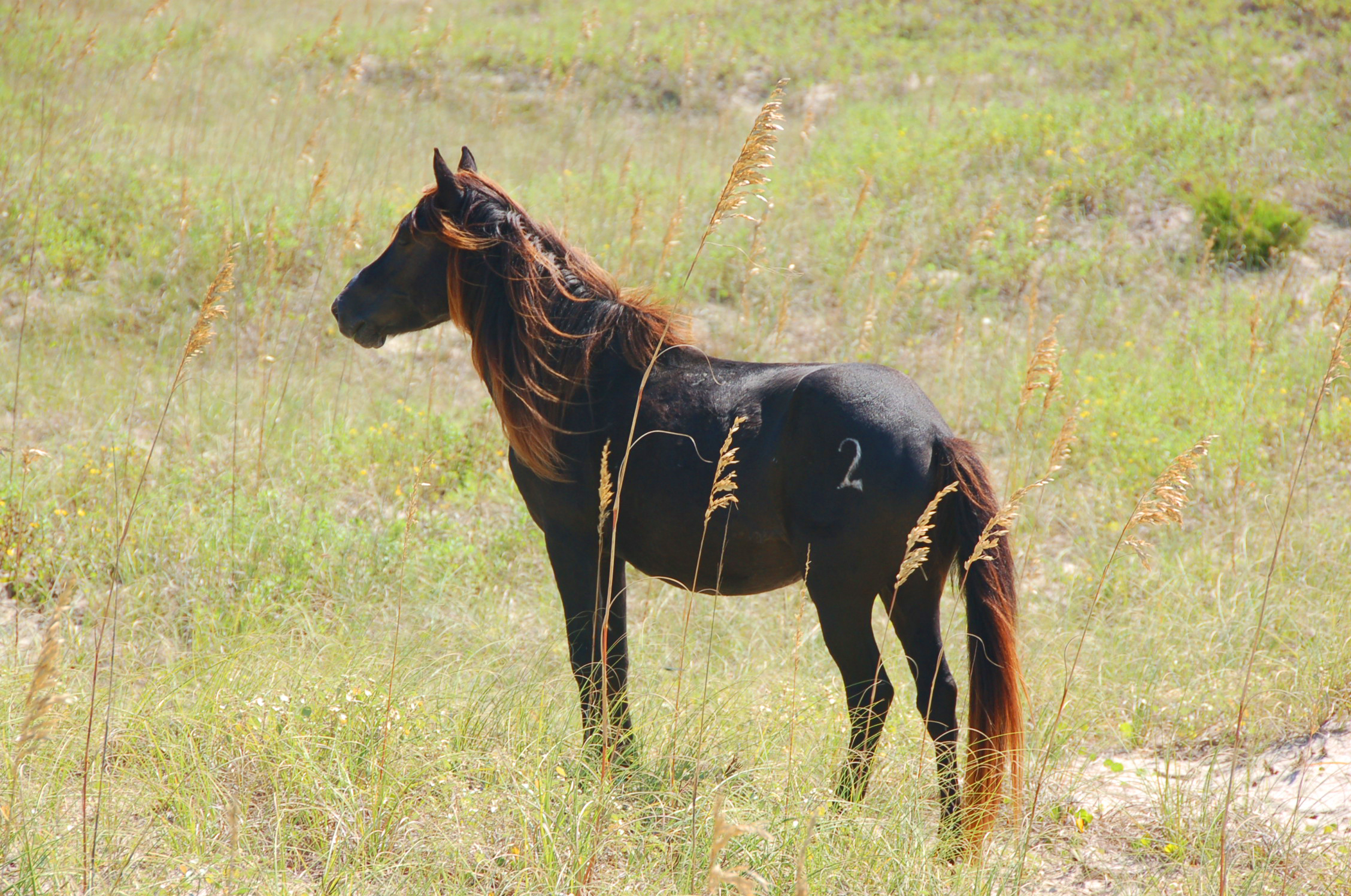
Cheval des Outer Banks sur Shackleford Banks

Une harde de chevaux sauvages, des coquilles Saint-Jacques, des crabes et divers animaux marins y vivent, c'est notamment un site de nidification estivale pour les tortues caouannes  C'est un site touristique et de camping, mais seul un nombre limité de personnes peut y rester.
Shackleford Banks fait partie du Cape Lookout National Seashore.

### Webographie
- Notices d'autorité :   - VIAF
  - LCCN
  - Israël